# Уодсворт, Эдуард
Эдуард Александер Уодсворт (англ. Edward Wadsworth, род. 29 октября 1889 г. Клекхитон, Уэст-Йоркшир — ум. 21 июня 1949 г. Лондон) — английский художник.

## Жизнь и творчество
Э.Уодсворт образование получил в Бристоле. В 1906—1907 годах учится на инженера в Мюнхене; параллельно в свобордное время изучает живопись. Позднее учится в лондонской Школе искусств Слейд, вместе со Стэнли Спенсером, Кристофером Невинсоном, Дорой Каррингтон, Марком Гертлером и Дэвидом Бомбергом.
В 1912 году Уодсворт участвует в организованной художником и художественным критиком Роджером Фраем Второй постимпрессионистской выставке в галерее Графтон. Вскоре после этого Уодсворт познакомился и подружился с Уиндхемом Льюисом и с другими художниками-футуристами. Позднее он принимает участие в футуристической выставке в галерее Доре. Был членом комитета по организации приёма приехавшего в Великобританию в 1913 году лидера итальянских футуристов Ф. Т. Маринетти. В 1914 Уодворт подписал Манифест вортицистов, опубликованный в первом номере журнала BLAST.
Через 33 дня после публикации Манифеста началась Первая мировая война. В июне 1915 года в галерее Доре состоялась выставка работ художников-вортицистов, выходит в свет второй номер журнала BLAST. Э.Уодсворт уходит служить в британский военно-морской флот, участвует в боевых действиях. При высадке десанта в 1917 году на остров Мудрос был тяжело ранен. Одним из увлечений художника стали морские суда, которые он с удовольствием декорировал в так называемый ослепляющий камуфляж. После войны тема флота была одной из основных в его творчестве.
В 1920-е годы Э.Уодсворт уходит из авангардистского движения и посвящает своё творчество реалистической живописи. В то же время в ряде его произведений проявляются явные сюрреалистическое черты, хотя Уодсворт официально никогда не поддерживал творческие отношения с сюрреалистами.